# (2949) Kaverznev
(2949) Kaverznev (1970 PR) – planetoida z pasa głównego asteroid okrążająca Słońce w ciągu 3,25 lat w średniej odległości 2,19 j.a. Odkryta 9 sierpnia 1970 roku.